# Yola intermedia
Yola intermedia är en skalbaggsart som beskrevs av Olof Biström 1983. Yola intermedia ingår i släktet Yola och familjen dykare. Inga underarter finns listade i Catalogue of Life.